# Épreinte (écologie)
Pour les articles homonymes, voir Épreinte.

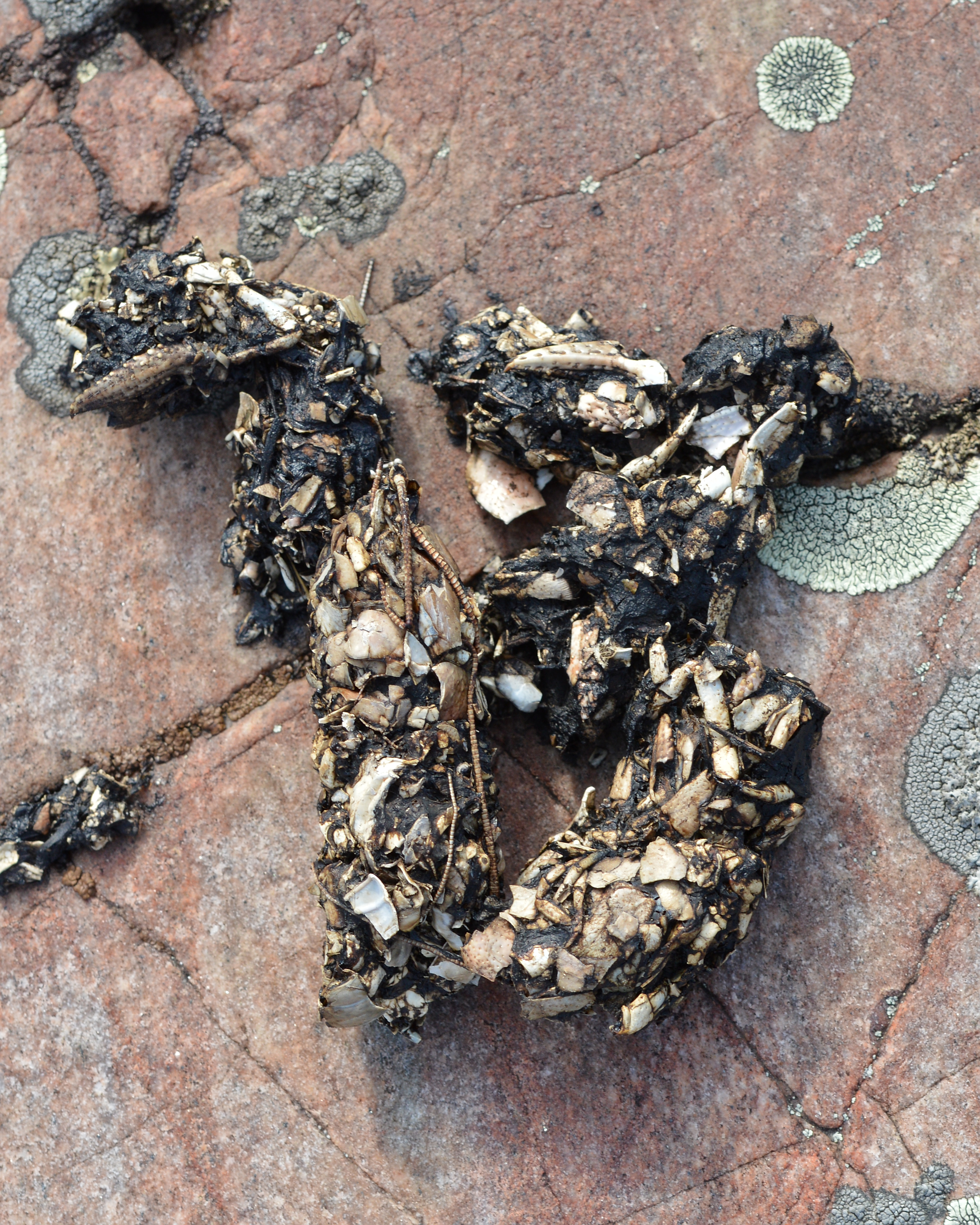
Épreinte de loutre de rivière (Lontra canadensis) en Ontario.

Les naturalistes nomment « épreinte » les excréments laissés par les mammifères dans la nature.

## Intérêt
Ces traces sont des indices permettant à des spécialistes de détecter :
- la présence d'un animal ;
- l'importance de sa population ;
- l'étendue de son territoire (les excréments, parfois exposés en évidence sur des pierres ou "crottoirs" servent souvent à marquer le territoire, physiquement et de manière olfactive) ;
- ce qu'il a mangé ;
- son état de santé ;
- son identité (analyse ADN).

Par analyse de ce que l'animal a mangé, ou des microbes et parasites présents, l'écologue, le vétérinaire ou l'éco-épidémiologue peuvent déduire des informations utiles. Par exemple, l'analyse des épreintes de loutre peut permettre d'identifier les espèces de poissons consommées (brochet, ombre, truite, perche-soleil...), ainsi que la masse et la taille de ces poissons. En répétant l'estimation de la masse et de la taille pour chaque espèce trouvée, ce travail fournit une idée très fidèle de l'importance de chaque espèce, en abondance et en biomasse, dans le milieu aquatique étudié. Ceci donne des informations très précieuses sur la qualité et l'état du milieu.
Les pelotes de poils et os rejetés (par la bouche) par certains rapaces sont dites « pelotes de réjection ».